# Hesitate
«Hesitate» —  четвёртый сингл американской метал-группы Stone Sour с третьего студийного альбома Audio Secrecy, вышедшего в 2010 году. На сингл был снят видеоклип.

## Видеоклип
Видеоклип Hesitate был снят 20 сентября 2010 года в Лос-Анджелесе снова во главе Пола Брауна. Клип был выпущен 22 декабря 2010  года.

## Список композиций
Digital download 
| №                   | Название            | Длительность |
| ------------------- | ------------------- | ------------ |
| 1.                  | «Hesitate»          | 4:16         |
| Общая длительность: | Общая длительность: | 4:16         |

EU Promo CD
| №                   | Название                   | Длительность |
| ------------------- | -------------------------- | ------------ |
| 1.                  | «Hesitate» (Edit)          | 3:59         |
| 2.                  | «Hesitate» (Album Version) | 4:16         |
| Общая длительность: | Общая длительность:        | 7:51         |

US Promo CD
| №                   | Название                   | Длительность |
| ------------------- | -------------------------- | ------------ |
| 1.                  | «Hesitate» (Radio Version) | 3:59         |
| Общая длительность: | Общая длительность:        | 3:59         |

## Участники записи и позиции в чартах
| Stone Sour - Кори Тейлор — вокал, гитара - Джеймс Рут — соло-гитара - Джош Рэнд — ритм-гитара - Шон Экономаки — бас-гитара - Рой Майорга — барабаны | Производство - Ник Рискулинеш — продюсер, инжиниринг - Пол Браун — режиссёр видеоклипа - Стив Блэки — струнные инструменты оркестра | \| Чарт (2011) \| Макс. позиция \| \| ------------------------------------ \| ------------- \| \| Billboard Rock Songs[4] \| 32 \| \| Billboard Modern Rock Tracks[5] \| 25 \| \| Billboard Hot Mainstream Rock Tracks \| 6 \| |
| Чарт (2011) | Макс. позиция | |
| Billboard Rock Songs | 32 | |
| Billboard Modern Rock Tracks | 25 | |
| Billboard Hot Mainstream Rock Tracks | 6 | |